# Лукинов, Николай Иванович
Никола́й Ива́нович Лукинов (31 октября 1928, д. Овечки, Невинномысский район, Армавирский округ, Северо-Кавказский край, СССР — 30 марта 1993, Москва, Московская область, Россия) — слесарь Машиностроительного завода имени М. В. Хруничева Министерства общего машиностроения СССР, Герой Социалистического Труда (1974).

## Биография
Родился 31 октября 1928 года в деревне Овечки, Невинномысский район (ныне — с. Заветное Кочубеевского района Ставропольского края).
В 1943 году трудоустроился учеником слесаря на завод № 23 Наркомата авиационной промышленности СССР в Москве. В 1944 году окончил Московское ремесленное училище № 4 по специальности слесарь-инструментальщик. В 1944—1950 годах работал слесарем завода № 23 Наркомата (с марта 1946 года — Министерства) авиационной промышленности СССР, в 1944—1945 годах — бригадир комсомольско-молодёжной бригады. Удостоен званий «Лучший слесарь завода» (1945—1949) и «Отличник Сталинской пятилетки» (1946—1949).
В 1950—1953 годах служил в армии, после демобилизации вернулся на ту же должность на свой завод, проработал там до 1959 года, когда был направлен в длительную (до 1962 года) заграничную командировку в Индонезию.
В 1962—1992 годах — слесарь Машиностроительного завода имени М. В. Хруничева, регулярно выполнял план смены на 150 процентов.
«Закрытым» указом Президиума Верховного Совета СССР от 16 января 1974 года «за выдающиеся успехи в выполнении и перевыполнении планов 1973 года и принятых социалистических обязательств» удостоен звания Героя Социалистического Труда с вручением ордена Ленина и золотой медали «Серп и Молот».
В 1992 году вышел на пенсию, жил в Москве, где скончался 30 марта 1993 года. Похоронен на Ваганьковском кладбище.
Награждён орденами Ленина (16.01.1974), «Знак Почёта» (29.08.1969), медалями, в том числе «За доблестный труд в Великой Отечественной войне 1941—1945 гг».